# Andreas Lukacsy
Andreas Lukacsy (Arad, 23 juni 1931) is een Duits dirigent.

## Levensloop
Lukacsy studeerde in Cluj, de hoofdstad van Zevenburgen. Na zijn studie leidde hij van 1955 tot 1967 meerdere orkesten in Roemenië. In 1968 vluchtte Lukacsy naar Duitsland en dirigeerde van 1968 tot 1974 het Symfonieorkest van de stad Göttingen. Na zijn indiensttreding bij het Duitse leger (Bundeswehr) dirigeerde hij tot 1978 het 3e Muziekkorps van de Landmacht te Lüneburg en vervolgens het opleidings-muziekkorps van de Bundeswehr te Hilden bij Düsseldorf. Van april 1980 tot december 1986 was hij chef-dirigent van het Stabsmusikkorps van de Bundeswehr, wat toen nog in Siegburg geplaatst was. Aansluitend van 1988 tot 1990 volgde hij Helmut Schaal als Musikinspizient der Bundeswehr (Inspecteur van de militaire muziek van het Duitse leger) op.
- Gemeinsame Normdatei: 1058828487
- International Standard Name Identifier: 0000 0004 3707 2710
- Virtual International Authority File: 310696941